# Wiesenthal
Wiesenthal är en kommun och ort i Wartburgkreis i förbundslandet Thüringen i Tyskland.
Kommunen ingår i förvaltningsgemenskapen Dermbach tillsammans med kommunerna Dermbach, Empfertshausen, Oechsen och Weilar.